# Märta Ekström
Märta Valborg Ekström (Värmdö, 28 gennaio 1899 – Stoccolma, 23 gennaio 1952) è stata un'attrice svedese.

## Filmografia parziale
- Vi två, regia di John W. Brunius (1930)
- Doktorns hemlighet, regia di John W. Brunius (1930)
- Katrina, regia di Gustaf Edgren (1943)